# Ramayana: The Legend of Prince Rama
Ramayana: The Legend of Prince Rama (ラーマヤーナラーマ王子伝説Ramayana: Rama-Ōji Densetsu) é um filme de animação indo-japonês baseado no épico indiano Ramayana. Foi produzido em 1992 sendo dirigido por Yugo Sako e Ram Mohan,  produzido por Sako e Krishna Shah. Uma versão em idioma inglês, com músicas em hindi e narração de James Earl Jones foi exibido e lançado em home vídeo sob vários nomes, incluindo Ramayana: The Legend of príncipe Rama e Prince of Light. Em 2000 foi lançado no Estados Unidos, com música adicional de Alan Howarth, como The Prince of Light: The Legend of Ramayana.
Moriyasu Taniguchi foi o projetista e a música original foi composta por Vanraj Bhatia; Amrish Puri foi o dublador de Ravana na versão Hindi. Em 2000 foi o filme  de abertura do Animation Film Festival em Lucca na Itália, um dos destaques do Festival de Filmes de Animação de Cardiff no Reino Unido e ganhou no mesmo ano como o melhor filme animado no Festival Internacional de Filmes de Santa Clarita, nos Estados Unidos.[carece de fontes?]